# Bakırçay
Bakırçay (lat. Caicus, starogrčki: Κάϊκος) je rijeka u Turskoj. Izvire u planinama Gölcük Dağları, a izlijeva se u zaljev Çandarlı.
U antici je Bakırçay bio ili je bio dio rijeke Kaikos ili Caicus koja je tekla u blizini grada Pergamona i bila mjesto bitke na rijeci Caecus. Rijeku Kaikos spominju Heziod i Plutarh, koji tvrdi da je njezino ime izvorno bilo Astraeus (Ἀστραῖος), ali je promijenjeno nakon što se Caicus, Hermesov sin, bacio u nju nakon što je spavao sa svojom sestrom Alkipe. Međutim, budući da se tok rijeke promijenio od antike, nije jasno kako se drevna imena odnose na moderna zemljopisna obilježja. Leake zaključuje iz smjera L. Scipionova marša od Troje do Hirkanske ravnice da je Caicus bio sjeveroistočni ogranak rijeke Pergamon koja teče pokraj Mendurije (vjerojatno Gergitha) i Balıkesira (Caesarea). Čini se da je Caicus formiran od dva potoka koji se sastaju između 50 i 65 km iznad ušća, a porječje im je prostrana i plodna zemlju. Strabon (str. 616) kaže da su izvori Caicusa u ravnici odvojenoj nizinom Temnos od ravnice Apie, te da ravnica Apia leži iznad nizine Tebe u unutrašnjosti. Dodaje da iz Tetanusa također teče rijeka (Mysius) koja se spaja s Caicusom ispod njegova izvora. Caicus ulazi u more oko 12 km od Pitana i 3 km od Elaea. Elaea je bila luka Pergamona, koja se nalazila na Caicusu, otprilike 25 km od Elaea.
Bakırçay je jedan od dva kandidata za hetitski toponim rijeka Seha, mjesto zemlje rijeke Seha  poznato iz tekstova kao što je pismo Manapa-Tarhunta. Rijeka Gediz je drugi kandidat.